# Rice University

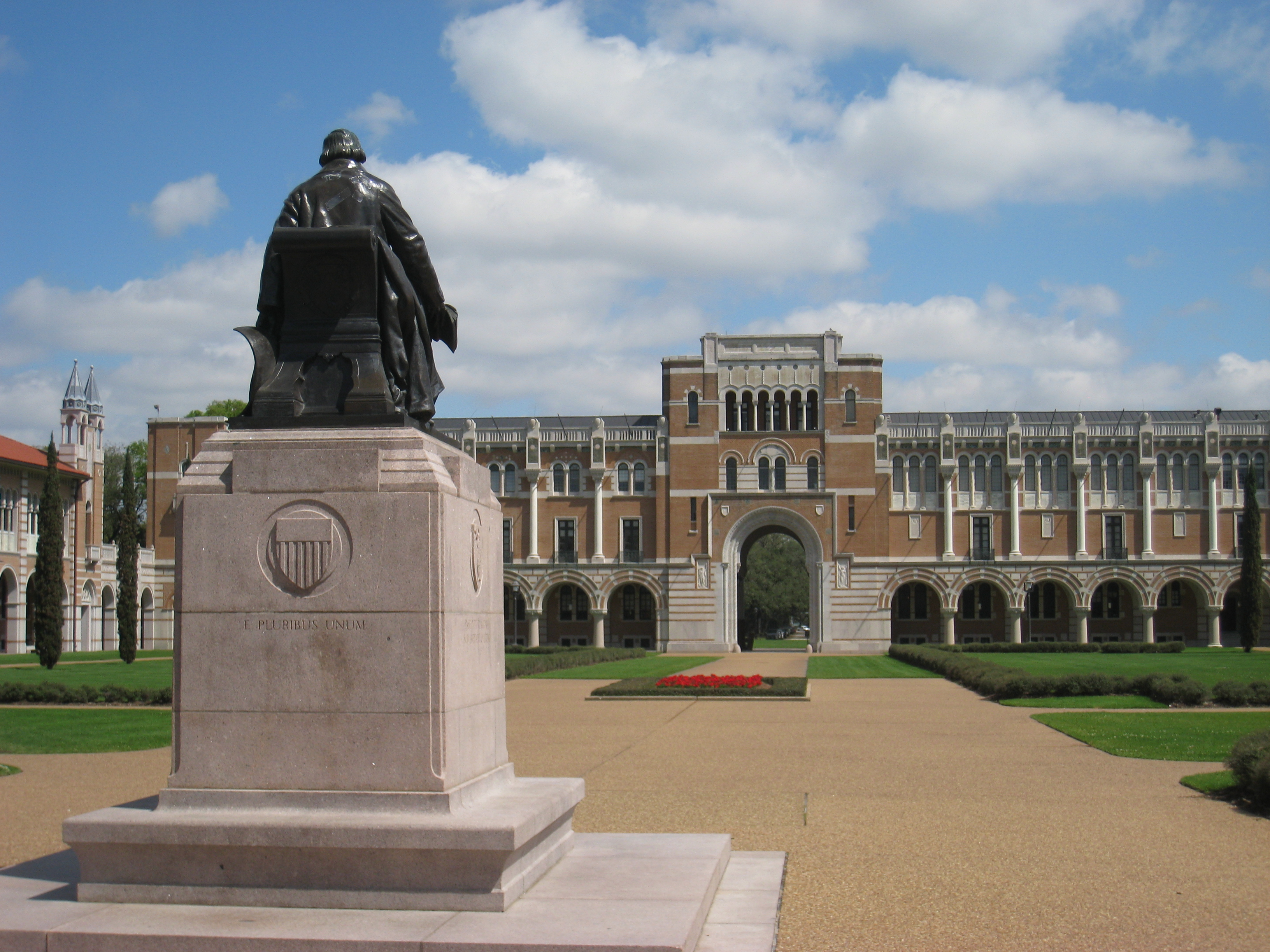
Rice-Statue mit Lovett Hall im Hintergrund

Die William Marsh Rice University, kurz Rice University ist eine Privatuniversität in Houston, Texas. In Hochschulrankings zählt sie regelmäßig zu den besten 20 Universitäten des Landes. Die Hochschule ist Mitglied der Association of American Universities, einem seit 1900 bestehenden Verbund führender forschungsintensiver nordamerikanischer Universitäten.

## Geschichte
Der Baumwollgroßkaufmann William Marsh Rice gründete 1891 das William Marsh Rice Institute for the Advancement of Literature, Science, and Art, um sich bei der Stadt Houston dafür erkenntlich zu zeigen, dass er es hier zu seinem großen Reichtum gebracht hatte. Die Gründungsurkunde sah vor, dass das Rice Institute erst nach seinem Tod offiziell eröffnet werden sollte. Nach Rices Ermordung im Jahre 1900 und einem langen Erbstreit nahm das Institut 1912 mit 77 männlichen und weiblichen, aber ausschließlich weißen Studierenden den Lehrbetrieb auf. Erster Präsident war Edgar Odell Lovett, ein Mathematiker von der Princeton University. Im Jahr 1960 wurde das Rice Institute in William Marsh Rice University umbenannt. Seit 1966 werden auch nicht-weiße Studierende aufgenommen.

## Forschung
Im Jahre 1963 wurde dort das erste Institut für Weltraumphysik in den Vereinigten Staaten gegründet. Die Universität stiftete der NASA zudem einen großen Teil des Geländes, auf dem heute das Johnson Space Center steht, von dem aus alle US-amerikanischen Weltraumflüge koordiniert werden.
Die dortigen Professoren Richard E. Smalley und Robert F. Curl erhielten gemeinsam mit dem britischen Chemiker Harold W. Kroto 1996 den Nobelpreis für Chemie für ihre Entdeckung der Fullerene.
1990 fand an der Universität der Weltwirtschaftsgipfel statt. Am James A. Baker III Institute for Public Policy finden regelmäßig Veranstaltungen mit US-amerikanischen Spitzenpolitikern statt.

## Zahlen zu den Studierenden und zum Vermögen
Im Herbst 2021 waren 8.285 Studierende an der Rice-Universität eingeschrieben. Davon strebten 4.247 (51,3 %) ihren ersten Studienabschluss an, sie waren also undergraduates. Von diesen waren 49 % weiblich und 51 % männlich. 4.038 (48,7 %) arbeiteten auf einen weiteren Abschluss hin, sie waren postgraduates. Im Herbst 2020 waren 7.643 Studierende eingeschrieben, 4.076 (53,3 %) undergraduates (48 % weiblich und 52 % männlich) und 3.567 (46,7 %) graduates. 12 % der Studierenden kamen aus dem Ausland, weitere 27 % bezeichneten sich als asiatisch, 16 % als Hispanic/Latino. Sie wurden von 847 Dozenten betreut.
Im Herbst 2018 waren 7.000 Studenten eingeschrieben, im Herbst 2013 waren es 6.487.
Der Wert des Stiftungsvermögens der Rice-Universität lag 2022 bei 7,81 Mrd. US-Dollar und damit 3,06 % niedriger als im Jahr 2021, in dem es 8,06 Mrd. US-Dollar betragen hatte (letzteres 30,8 % höher als 2020 mit 6,16 Mrd. $). Damit lag sie 2022 auf dem 22. Platz der vermögendsten Universitäten in den USA und in Kanada (2021: 20. Platz).

## Sport

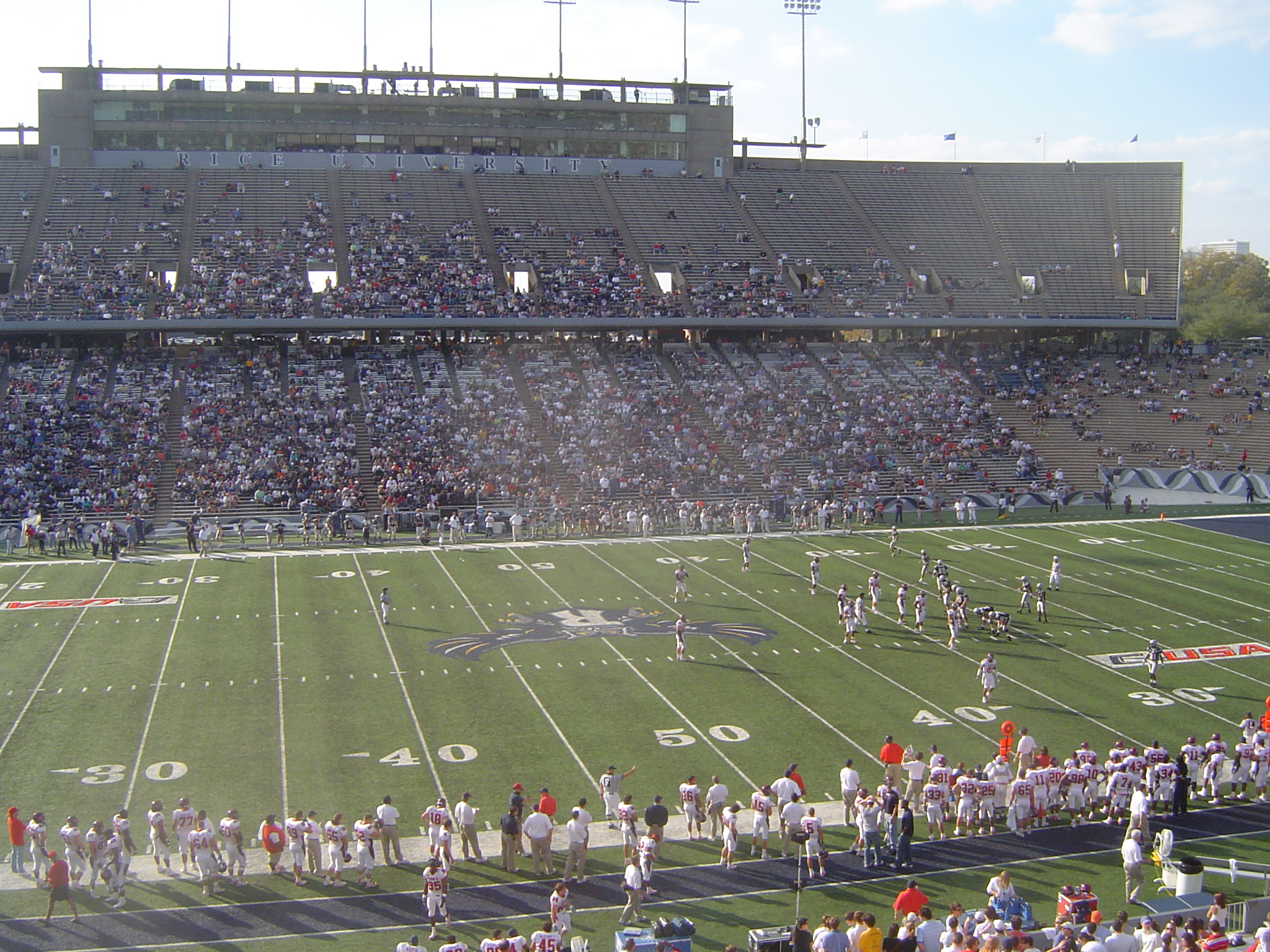
Rice Stadion

Die dortigen Sportteams sind die Owls. Die Hochschule ist Mitglied der American Athletic Conference seit 1. Juli 2023.

## Persönlichkeiten

### Absolventen
- Arianna W. Rosenbluth (1927–2020), Physikerin und Informatikerin
- Nancy Glenn Griesinger (* 1965), Mathematikerin und Hochschullehrerin; promovierte 2002 als erste Afroamerikanerin an der Rice University
- Shannon Walker (* 1965), Physikerin und Astronautin
- Lora Wildenthal (* 1965), Historikerin
- Stephen Yip (* 1971), Komponist und Organist
- Larry Izzo (* 1974), Footballspieler
- Morris Almond (* 1985), Basketballspieler
- Lola Astanova (* 1982), Konzertpianistin
- Rodney Foster (* 1985), Basketballspieler
- Chris Boswell (* 1991), Footballspieler